# Dragon Love
Dragon Love è il quinto album di studio del gruppo punk inglese Alternative TV, pubblicato da 22 Chapter Records il 1º gennaio 1990.

## Tracce
1. Coming of Age – 2:52
2. Something Happened – 2:14
3. Last Rites – 3:34
4. You Pushed It a Little Too Far – 2:55
5. Captured Fantasy – 3:18
6. Never Gonna Give It Up – 2:46
7. Dragon Love – 5:43
8. Company of Lies – 2:39
9. Few Fathers Fall – 4:20
10. (Do You Remember) the Time – 1:40
11. We're Through – 2:59
12. Don't You Leave Me – 2:21
13. See You Again – 1:54
14. The Big Ugly One – 5:11

## Crediti[3]
- Mark Perry - voce, chitarra
- James Kyllo - basso
- Dave Morgan - batteria
- Ian McKay - ingegneria del suono
- Alternative TV - produttore

### Altri musicisti[3]
- Steve Cannell - basso (tracce 6, 11 e 14)
- Edward Ball - tastiere (traccia 12)